# 1987-es Fiatal Táncosok Eurovíziója
Az 1987-es Fiatal Táncosok Eurovíziója volt a második Fiatal Táncosok Eurovíziója, melyet a németországi Schwetzingenben rendeztek meg. A pontos helyszín a Schlosstheater Schwetzingen volt. A döntőre 1987. május 31-én került sor. Az Eurovíziós Dalfesztivállal ellenben itt nem az előző évi győztes rendez, hanem pályázni kell a rendezés jogára. Az 1985-ös verseny a spanyol Arantxa Argüelles győzelmével zárult.

## A helyszín és a verseny
A verseny pontos helyszíne a németországi Schwetzingenben található Schlosstheater Schwetzingen volt.
| Németország Schwetzingen |

Sorozatban másodszor fordult elő, hogy egy debütáló ország nyert.

## A résztvevők
Először vett részt Ausztria, Dánia, Jugoszlávia és Kanada, így 14 ország indult. Kanada egyben az első olyan résztvevő volt, mely nem tagja az EBU-nak, illetve az első észak-amerikai résztvevője bármely eurovíziós versenynek.
Hollandia és Belgium közös indulót küldött a versenyre.
Így tizenöt ország vett részt a versenyen.

## Zsűri
- Richard Cragun (Zsűrielnök)
- Frank Andersen
- Paolo Bortoluzzi
- Celia Franca
- Mary Hinkson
- Mette Hønningen
- Galina Szamszova
- Heinz Spoerli
- José de Udaeta

## Döntő
A döntőt 1987. május 31-én rendezték meg tizennégy ország részvételével. A végső döntést a kilencfős szakmai zsűri hozta meg.
| # | Ország             | Táncos                            | Tánc                                                                   | Koreográfus                | Helyezés |
| - | ------------------ | --------------------------------- | ---------------------------------------------------------------------- | -------------------------- | -------- |
|   | Ausztria           | Erika Nowak                       | „Variation of the Girl Friends from “Raymonda””                        | M. Petipa és R. Nurejev    | —        |
|   | Dánia              | Rose Gad Poulsen és Nikolaj Hübbe | „Divertissement from “La Sylphide””                                    | A. Bournonville            | 1.       |
|   | Egyesült Királyság | Paul Liburd                       | „Under Summer”                                                         | R. Cohan                   | —        |
|   | Finnország         | Susanna Aaltonen és Tomi Paasonen | „Pas de deux Odette” és „Siegfried from the Second Act of “Swan Lake”” | L. Ivanov                  | —        |
|   | Franciaország      | Marie-Soizic Cabié                | „Aurora’s Variation from the First Act of “Sleeping Beauty””           | M. Petipa                  | —        |
|   | Hollandia[1]       | Marieke Simons és Bart de Block   | „Blue Bird Pas de deux from “Sleeping Beauty””                         | M. Petipa                  | —        |
|   | Jugoszlávia        | Vedrana Ostojić                   | „Variation from “Le Corsaire””                                         | M. Petipa                  | —        |
|   | Kanada             | Stephen Legate                    | „Variation from “La Bayadère””                                         | M. Petipa és N. Makarova   | —        |
|   | Németország        | Stefanie Arndt                    | „Variation from “Le Corsaire””                                         | M. Petipa                  | 3.       |
|   | Norvégia           | Halldís Ólafsdóttir               | „Paper Nut”                                                            | J. Day                     | —        |
|   | Olaszország        | Giulia Menicucci                  | „Variation from “Giselle””                                             | J. Coralli és J. J. Perrot | —        |
|   | Spanyolország      | María Montserrat León             | „Variation from “Le Corsaire””                                         | M. Petipa                  | —        |
|   | Svájc              | Frédéric Gafner                   | „Variation from the First Act of “La Sylphide””                        | A. Bournonville            | 2.       |
|   | Svédország         | Johannes Öhman                    | „Franz’s Variation from the Third Act of “Coppelia””                   | K. Damjanov                | —        |

↑ 1: Hollandia és Belgium ebben az évben közösen nevezte indulóit. A versenyen a két táncos a holland színeket képviselte.

## Térkép

Részt vevő országok